# Addisonia; Colored Illustrations and Popular Descriptions of Plants
Addisonia; Colored Illustrations and Popular Descriptions of Plants (abreviado Addisonia) es una revista con ilustraciones y descripciones botánicas que es editada en Nueva York desde el año 1916.